# Google Fuchsia
Fuchsia es un sistema operativo de tiempo real (RTOS)  con seguridad basada en capacidades que actualmente está desarrollando Google. Fue descubierto por primera vez como un misterioso código en GitHub el 15 de agosto de 2016. En contraste con los anteriores sistemas operativos desarrollados por Google, como Chrome OS y Android, que se basan en el kernel Linux, Fuchsia se basa en un nuevo microkernel llamado "Zircon", derivado de "Little Kernel",  un pequeño sistema operativo para sistemas embebidos. Tras la inspección, los medios de comunicación señalaron que el código alojado en GitHub muestra la capacidad de Fuchsia para ejecutarse en dispositivos universales, desde sistemas embebidos a teléfonos inteligentes, tabletas y computadoras personales. En mayo de 2017, Fuchsia fue actualizado con una interfaz de usuario, a la vez que un desarrollador indicaba que el proyecto no era un "vertedero de cosa muerta", lo que provocó la especulación de los medios de comunicación acerca de las intenciones de Google con el sistema operativo, incluyendo la posibilidad de reemplazar Android. Después de años en desarrollo, Google anunció de manera oficial el lanzamiento de Fuchsia al público.
El logotipo del sistema operativo en GitHub es un símbolo de infinito color fucsia.
Se distribuye como software libre y de código abierto bajo una combinación de licencias de software, incluyendo la cláusula BSD de 3 cláusulas, MIT y Apache 2.0.

## Historia
En agosto de 2016, los medios de comunicación informaron sobre un código misterioso en GitHub, que reveló que Google estaba desarrollando un nuevo sistema operativo llamado "Fuchsia". Aunque no se hizo ningún anuncio oficial, la inspección del código sugirió su capacidad para funcionar con dispositivos universales, incluidos "sistemas de información y entretenimiento para automóviles, hasta dispositivos integrados como semáforos y relojes digitales, hasta teléfonos inteligentes, tabletas y PCs". El código difiere de Android y Chrome OS debido a que se basa en el núcleo "Zircon" en lugar de en el kernel Linux.
En mayo de 2017, Ars Technica escribió sobre la nueva interfaz de usuario de Fuchsia, una actualización de su interfaz de línea de comandos en su primera revelación en agosto, junto con un desarrollador escribiendo que Fuchsia "no es un juguete; no es un proyecto del 20%; no es un vertedero de cosa muerta que ya no nos importa". Varios medios de comunicación escribieron sobre los lazos aparentemente estrechos del proyecto con Android, con algunos especulando que Fuchsia podría ser un esfuerzo para "volver a hacer" o reemplazar a Android de una manera que corrige los problemas en esa plataforma.
En noviembre de 2017, se añadió soporte inicial para el lenguaje de programación Swift.
En enero de 2018, Google publicó una guía sobre cómo ejecutar Fuchsia en Pixelbooks. Esto fue hecho con éxito por Ars Technica.
En octubre de 2018, se informó que el recientemente anunciado Google Home Hub puede ser un conocido dispositivo de prueba del sistema operativo Fuchsia, llamado "Astro".
En enero de 2019, se añadió un "dispositivo" Fuchsia a Android.

En mayo de 2019, Google habló de Fuchsia en Google I/O 2019.
El 1 de julio de 2019, Google anunció la página principal del proyecto, fuchsia.dev, que proporciona código fuente y documentación para el nuevo sistema operativo anunciado.
El 12 de agosto de 2020, se anunció que el sistema operativo obtuvo el certificado Bluetooth, utilizando en su lugar el nombre Sapphire.

## Características
La interfaz de usuario y las aplicaciones de Fuchsia se escriben con "Flutter", un kit de desarrollo de software que permite capacidades de desarrollo multiplataforma para Fuchsia, Android e iOS. Flutter produce aplicaciones basadas en Dart, que ofrece aplicaciones de alto rendimiento que funcionan a 120 fotogramas por segundo. Flutter también ofrece un motor gráfico basado en Vulkan llamado "Escher", con soporte específico de "sombras volumétricas suaves", algo que según Ars Technica "parece especialmente diseñado para poder manejar las altas cargas de sombreado de 'Material Design'"
Ya que el kit de desarrollo de software Flutter ofrece oportunidades multiplataforma, los usuarios pueden instalar partes de Fuchsia en dispositivos Android. Ars Technica señala que, pese a que los usuarios pueden probar Fuchsia, nada "funciona", añadiendo que "todo es un montón de interfaces vacías que no hacen nada", pero hay bastantes similitudes entre la interfaz de Fuchsia y Android, incluyendo una pantalla de aplicaciones recientes, un menú de configuración y una vista de pantalla dividida para ver varias aplicaciones a la vez.
Después de la segunda revisión, los expertos de Ars Technica quedaron impresionados con el progreso, señalando que las cosas estaban funcionando, y se mostraron especialmente satisfechos con el soporte de hardware. Una de las sorpresas positivas fue el soporte para múltiples punteros de ratón.
Se desarrollará una versión especial de Android Runtime para Fuchsia. Se ejecutará en máquinas con este sistema desde un archivo FAR, el equivalente a Android APK.

### Zircon
Fuchsia se basa en un nuevo microkernel llamado Zircon. Zircon se deriva de Little Kernel, un pequeño sistema operativo destinado a sistemas embebidos. "Little Kernel" fue desarrollado por Travis Geiselbrecht, un creador del kernel NewOS utilizado por Haiku.| Forbes describe la evolución de Zircon como 
 "Zircon fue previamente conocido como Magenta y  fue diseñado para su uso en múltiples aplicaciones desde  Sistemas Embebidos en tiempo real hasta dispositivos de escritorio y móviles de todo tipo. Como resultado, se ha especulado mucho que Fuchsia será el sucesor natural de los sistemas operativos Android y Chrome, combinando las capacidades de ambos con la compatibilidad con versiones anteriores para ejecutar aplicaciones heredadas construidas sobre cualquiera de ellos. En resumen, esta cosa está diseñada para funcionar en cualquier cosa desde núcleos ARM de 32 o 64 bits hasta procesadores X86 de 64 bits y tiene el potencial de ser bastante disruptiva."
La documentación del software de Zircon microkernel describe las especificaciones técnicas. Zircon es la base del sistema operativo Fuchsia. Zircon comprende un microkernel (fuente en el kernel/...) y servicios userspace], drivers, y bibliotecas (fuente en el sistema/...) como parte del proceso de arranque así como talk to hardware. Zircon proporciona más de 100 syscalls. Las llamadas a Zircon son generalmente sin bloqueo con la excepción de wait_one, wait_many port_wait y thread sleep.